# Camp Fire
Camp Fire was de naam van een bosbrand die in 2018 in de Amerikaanse staat Californië woedde. Het was de dodelijkste bosbrand in de geschiedenis van de staat.

## Gebeurtenis
De bosbrand ontstond op 8 november 2018 in Butte County nabij Camp Creek Road, waaraan de brand haar naam ontleend. De brand ontstond door kapotte elektrische leidingen. Als gevolg van de droogte verspreidde het vuur zich snel. Bij het stadje Paradise vormde zich een vuurstorm. Zowel Paradise als het nabijgelegen plaatsje Concow werden voor 95 procent in as gelegd.
Het vuur was pas zeventien dagen later, op 25 november, volledig geblust. In die periode had het vuur een gebied aangetast van meer dan zeshonderdtwintig vierkante kilometer. Achttienduizend gebouwen gingen in vlammen op, de meesten in de eerste uren na het ontstaan. Vijfentachtig personen vonden de dood.
De schade werd na afloop geschat op meer dan zestien miljard dollar. Naast Paradise en Concow waren ook de plaatsen Magalia en Butte Creek Canyon grotendeels verwoest. De bluskosten bedroegen honderdvijftig miljoen dollar. De Pacific Gas and Electric Company (PG&E) vroeg in december 2019 haar faillissement aan vanwege de hoge schadevergoeding die zij moest betalen aan de slachtoffers. Een jaar later werd het faillissement weer opgeheven.
Camp Fire kwam op plek zes wat betreft bosbranden met de meeste dodelijke slachtoffers in de geschiedenis van de VS, en wereldwijd op plek dertien. Het was de dodelijkste brand in de geschiedenis van de VS sinds 1918.